# Tom Clancy's Rainbow Six Siege
Tom Clancy's Rainbow Six Siege X est un jeu vidéo de tir tactique avec des éléments du sous-genre Hero shooter développé par Ubisoft Montréal et édité par Ubisoft, sorti le 1er décembre 2015 sur PlayStation 4, Xbox One et Windows. Le jeu sort également sur Google Stadia le 30 juin 2021.

## Système de jeu
Rainbow Six: Siege est un jeu de tir tactique où le joueur incarne différents agents de plusieurs unités de forces spéciales et de groupes d'interventions qui constituent l’équipe Rainbow. Comme les autres titres de la série, il se concentre fortement sur le jeu en équipe et le "réalisme" des interventions. Cependant, il existe de grandes différences par rapport à d'anciennes versions du jeu, avec un accent multijoueur important et des environnements entièrement destructibles. En tout, 10 cartes, le SWAT américain, le SAS anglais, le GSG 9 allemand, les Spetsnaz russes et le GIGN français sont disponibles lors de la sortie du jeu. Actuellement, plus d'une vingtaine d'unités d'interventions et 25 cartes sont disponibles dans Tom Clancy’s Rainbow Six: Siege.
Pour la première fois dans un jeu Tom Clancy’s Rainbow Six, les joueurs mènent un nouveau style d’attaque où les ennemis peuvent transformer leur environnement en véritables forteresses modernes afin de garder l'avantage sur les équipes Rainbow Six qui donnent l’assaut pour briser leur position. Le système de jeu incite les joueurs à fortifier leur position, en renforçant les murs, en plaçant des barbelés, afin de ralentir leurs ennemis, en regardant régulièrement les caméras, en déployant des mines et des boucliers, ou, pour percer les défenses ennemies, en utilisant des drones d’observation ou en descendant en rappel. Tous les opérateurs (défenseurs ou attaquants) ont leur aptitude (représentées par une arme ou un gadget spécifique) et leurs capacités (vitesse et protection) propres à chacun. Ils possèdent également des armes en lien avec leur unité d'intervention, ou plus spécifique à l'agent.
| Unité                                          | Nom         | Classe                     | Aptitude unique |
| ---------------------------------------------- | ----------- | -------------------------- | --- |
| Delta Force                                    | Maverick    | Attaque                    | Chalumeau d'infiltration : créé des trous dans les parois renforcées. Utilisable sur des trappes. |
| TGS                                            | Clash       | Défense                    | Bouclier AEE : il permet logiquement de se protéger des dégâts mais également de générer un champ électrique qui ralentit les ennemis. Contrairement à Montagne, Clash ne peut tirer avec son pistolet avec le bouclier. |
| G.I.S                                          | Alibi       | Défense                    | Prisme (hologrammes à l'image d'Alibi sans aucun skin, si un attaquant se fait avoir et tire dessus, sa position sera révélée pendant quelques secondes) |
| G.I.S                                          | Maestro     | Défense                    | Tourelle télécommandée "Evil Eye" (Tourelle pouvant envoyer des lasers comme dans Star Wars. Chaque laser provoque 5 de dégâts, il y a aussi un mécanisme de surchauffe.) |
| 707 SMG (en)                                   | Dokkaebi    | Attaque                    | Ordinateur balistique "Bombe logique" (fait sonner les téléphones des défenseurs, trahissant leurs positions). Quant un défenseur est mort, Dokkaebi peut ramasser son téléphone, donnant accès aux attaquants à toutes les caméras. |
| 707 SMG (en)                                   | Vigil       | Défense                    | Dissimulation à rendu électronique (ERC-7) (Vigil apparaît invisible pour les drones quand sa capacité est déployée, cependant on sait qu'il est à proximité quand des bandes blanches apparaissent autour de l'écran.) |
| BOPE                                           | Capitão     | Attaque                    | Arbalète tactique TAC Mk0 : flèches qui enflamment l'oxygène environnant à l'impact. |
| BOPE                                           | Caveira     | Défense                    | Pas de velours : cette capacité permet à Caveira de faire quasiment aucun bruit lorsqu'elle se déplace. Une fois un ennemi à terre, elle peut l'interroger pour révéler la position des autres ennemis. Les positions seront alors visibles par les autres coéquipiers. |
| SWAT (FBI)                                     | Ash         | Attaque                    | M120 CREM : trois munitions qui détruisent à distance les murs non-renforcés. |
| SWAT (FBI)                                     | Castle      | Défense                    | Panneau tactique universel UTP1 : panneau blindé applicable aux portes et fenêtres. Il résiste aux balles. Ces panneaux peuvent être détruits avec plusieurs coups de crosse ou des explosifs. |
| SWAT (FBI)                                     | Pulse       | Défense                    | Capteur cardiaque HB-5 : indique la position d'un ou plusieurs ennemis à travers les murs quand ils sont pointés avec ce gadget. La portée est limitée à 9 m et 12 m pour les attaquants boostés par Finka. |
| SWAT (FBI)                                     | Thermite    | Attaque                    | Charge exothermique : charge ouvrant un mur renforcé. |
| GEO                                            | Jackal      | Attaque                    | Modèle Eyenox III : dispositif permettant de suivre un ennemi avec les traces de pas au sol. Cette capacité permet de découvrir l'opérateur qui les a faites le cas échéant. |
| GEO                                            | Mira        | Défense                    | Miroir noir : il s'agit d'un miroir sans tain. Une bombonne d'air comprimé se situe en dessous. Si elle est détruite, le verre saute. Il est également possible pour les attaquants de le briser avec un coup de crosse. |
| GIGN                                           | Doc         | Défense                    | Pistolet Stim MPD-0 (pistolet qui ranimera instantanément et à distance un allié lui redonnant 75 pv au lieu de 20. Doc peut également l'utiliser pour redonner de la vie à ses coéquipiers encore en vie ou à lui-même. Attention si la santé redonnée dépasse le nombre d’hp maximum des agents (100, 110 ou 125), elle baissera peu à peu au fil du temps pour revenir à celle de base. |
| GIGN                                           | Montagne    | Attaque                    | Bouclier Le Roc : une fois déployé le bouclier protège Montagne en hauteur et sur les côtés. Ceci permet de protéger efficacement ses alliés derrière lui. Il ne peut tirer que lorsque son bouclier n'est pas déployé. |
| GIGN                                           | Rook        | Défense                    | Sac de plaques de protection : ce sac contient des armures R1N qui octroient 20 points de vie supplémentaires pour le porteur. Il y a en cinq, un pour chaque coéquipier. |
| GIGN                                           | Twitch      | Attaque                    | Drone à électrocution RSD Model 1 (drone qui envoie des décharges électriques pour détruire les gadgets de défense si la décharge touche un opérateur elle lui enlève 1 point de vie.) |
| GIGN                                           | Lion        | Attaque (spécialiste NRBC) | Drone de surveillance "EE-One-D" (Quand Lion active sa capacité, ça ne passe pas inaperçu : les défenseurs ne doivent plus bouger sous peine d'être précisément localisé à travers les murs. Ils sont prévenus 3 secondes en avance.) |
| GIGR                                           | Nomad       | Attaque                    | Airjab launcher (Mine de proximité qui projette celui qui la déclenche au sol, le repoussant sur quelques mètres et même à travers les murs non renforcés.) |
| GIGR                                           | Kaid        | Défense                    | RTILA Électroclaw (dispositif qui électrifie murs et trappes renforcées, boucliers et barbelés dans un rayon de 3 murs renforcés.) |
| GROM                                           | Ela         | Défense                    | Mine Grizmot (mine de proximité qui trouble grandement la vision des opérateurs dans son rayon de déclenchement). Ils sont alors "étourdis" comme avec le Yokai d'Echo. |
| GROM                                           | Zofia       | Attaque                    | KS79 Lifeline (lance grenade qui possède 4 munitions : 2 explosives et 2 étourdissantes.) |
| GSG 9                                          | Bandit      | Défense                    | Dispositif électrique rustique CED-1 (dispositif qui électrifiera un barbelé, un bouclier, un mur ou une trappe renforcé. Des stratégies existent (bandit trick) pour contrer les opérateurs comme Thermite. |
| GSG 9                                          | Blitz       | Attaque                    | Bouclier tactique G52 : bouclier qui produit l'effet d'une grenade aveuglante (à condition d'être suffisamment près de l'ennemi). |
| GSG 9                                          | IQ          | Attaque                    | DSE MKIII "Spectre" : dispositif qui détecte les appareils électroniques à travers les murs. Détecte aussi le capteur cardiaque de Pulse ou encore la compétence de Vigil |
| GSG 9                                          | Jäger       | Défense                    | ADS-MK IV "Magpie" L'ADS-MK IV est un dispositif anti-grenade qui se recharge a raison de 10 seconde. Ce dernier peut être "bait" avec des flash ou encore des smokes. Une fois le dispositif déclanché, il faudra attendre encore 10 secondes avant qu'il se réactive. |
| JTF-2                                          | Buck        | Attaque                    | Sk 4-12 "Passe-partout" (fusil à pompe installé sous le canon de son arme principale très efficace contre les surfaces destructibles pour créer de nouveaux passages et de nouvelles lignes) |
| JTF-2                                          | Frost       | Défense                    | Sterling Mk2 LHT "Tapis Rouge" (c'est clairement des pièges à loup. Par ailleurs beaucoup de personnes trouvent que le skin élite de Frost, bien que très beau, les rend beaucoup plus visible.) |
| Navy Seal                                      | Blackbeard  | Attaque                    | Bouclier d'arme blindé transparent TARS Mk0 (ce bouclier protège une grosse partie de votre tête de quelques balles.) |
| Navy Seal                                      | Valkyrie    | Défense                    | Caméra gyroscopique Mk2 "Black Eye" (3 caméras discrètes et pouvant être placées n’importe où, elles offrent une vue à 360 degrés) |
| SAS                                            | Mute        | Défense                    | Brouilleur de signaux GC90 "Moni" : désactive les drones, explosifs, plombs X-KAIROS, charges exothermiques, etc. |
| SAS                                            | Sledge      | Attaque                    | Masse tactique "Le Tronc" : masse pouvant servir à faire des trous carrés dans les murs non-renforcés ou à frapper les ennemis. |
| SAS                                            | Smoke       | Défense                    | Grenade à composés Z8 : grenade diffusant un gaz toxique. |
| SAS                                            | Thatcher    | Attaque                    | Grenade IEM EG Mk0 : grenade désactivant tout électronique dans son rayon d'action. |
| SAT                                            | Echo        | Défense                    | Drone volant "Yokai" : drone pouvant envoyer une onde de choc pouvant déstabiliser l'ennemi. Cette onde interrompt la pose du désamorceur. |
| SAT                                            | Hibana      | Attaque                    | Lance-grenades calibre 40 mm "X-Kairos" : ce gadget lance des projectiles sur une zone réglable, une fois activés, les projectiles font exploser les murs renforcés. |
| Police métropolitaine de Tokyo                 | Azami       | Défense                    | Barrière Kiba : kunai modifié qui une fois lancé sur une surface, génère une « barrière » blindée comblant des trous. |
| SDU                                            | Lesion      | Défense                    | Mine GU : mine invisible empoisonnée qui ralentie et fait des dégâts aux attaquants. |
| SDU                                            | Ying        | Attaque                    | Candela : grenade aveuglante demandant un cours temps d’initialisation pour une efficacité optimale. Elle peut être lancée ou placée sur des barricades.) |
| Spetsnaz                                       | Fuze        | Attaque                    | Charge à sous-munitions APM-6 : outil pouvant être placés sur presque toutes les surfaces (sauf murs indestructibles) qui envoie des explosifs de l'autre côté. |
| Spetsnaz                                       | Glaz        | Attaque                    | Visée auxiliaire HDS : viseur permettant de voir les ennemis plus facilement grâce à une vision thermique. |
| Spetsnaz                                       | Kapkan      | Défense                    | EDD-MK II : dispositif de blocage d’accès, ce gadget est placé sur les encadrures de portes ou fenêtre. Si un ennemi passe devant, 40 points de vie sont retirés. |
| Spetsnaz                                       | Tachanka    | Défense                    | avant rework : Mitrailleuse RP-46 Degtyaryov apres rework :le lance grenade incendiaire Shumikha (la mitrailleuse est modifiée et passe en arme principale) |
| Spetsnaz                                       | Finka       | Attaque (spécialiste NRBC) | Shoot d'adrénaline : des nanorobots sont injectés pour tous les coéquipiers : ils augmentent leur santé et ranime ceux qui sont blessés. |
| SASR                                           | Gridlock    | Attaque                    | Dards trax : herses déployables au sol qui ralentissent les ennemis et leur fait subir des dégâts. |
| SASR                                           | Mozzie      | Défense                    | Lance-parasite : mini robot en forme d’araignée qui saute sur les drones des attaquants pour les pirater. Une fois piraté, les drones sont contrôlables par Mozzie. |
| Jægerkorpset                                   | Nøkk        | Attaque                    | Réduction de présence HEL : permet de devenir invisible à toutes les caméras (caméras fixes, drones, etc.). |
| Service secret américain                       | Warden      | Défense                    | Lunette intelligente - Regard : une fois activé, elles lui permettent ne plus subir les effets aveuglants. Il peut aussi voir à travers les fumigènes. |
| APCA                                           | Amaru       | Attaque                    | Crochet "Garra" : grappin permettant à Amaru d'accéder directement aux fenêtre et aux rebords à proximité. Ce crochet lui permet aussi de remontrer les trappes. |
| FES                                            | Goyo        | Défense                    | Bouclier Volcán : bouclier balistique possédant une charge incendiaire à l’arrière, explosant si on lui tire dessus. |
| Nighthaven                                     | Kali        | Attaque                    | Lance explosive LV : gadget perforant les murs non renforcés et supprime tous les équipements près des murs renforcés. |
| Nighthaven                                     | Wamai       | Défense                    | Système Mag-NET : à l’instar de Jäger, ce gadget attire tout type de grenade sur lui avant leurs explosions, protégeant ainsi les défenseurs. Le gadget ne peut être utilisé qu'une seule fois car l'explosif détruit le gadget. |
| Non affilié                                    | Oryx        | Défense                    | Remah Dash : capacité permettant de se déplacer rapidement ou de transpercer les murs non-renforcés (- 5 points de vie). Il peut remontrer les trappes. |
| Non affilié                                    | Iana        | Attaque                    | Réplicateur Gemini : copie holographique d'elle-même. La copie ne peut tirer. Cette copie est détruite au moindre dégât. |
| Nighthaven                                     | Ace         | Attaque                    | Aqua-speur S.E.L.M.A : ce gadget utilise la pression hydraulique pour briser les surfaces renforcées et destructibles. Peut être déployé à distance. |
| Inkaba Task Force                              | Melusi      | Défense                    | Défense sonique Banshee : dispositif blindé émettant des ondes ralentissant l'ennemi. |
| Rainbow Operational Staff (R.O.S)              | Zero        | Attaque                    | Lanceur ARGUS : mini caméra pouvant se fixer partout même à travers les murs renforcés. Elle peut aussi tirer un laser. |
| Nighthaven                                     | Aruni       | Défense                    | Portail Surya : dispositif installé sur une porte qui forme un « portail » laser. Si un ennemi franchi le portail, il peut être brûlé. Cette protection peut être détruire avec des grenades, les munitions spéciales de Ash ou des drones. |
| Non affilié                                    | Flores      | Attaque                    | Charge RCE-RATERO : drone explosifs, possédant un temps très limité d’utilisation avant d’auto-exploser. L'explosion est comparable à celle d'un C4). |
| Forces armées canadiennes                      | Thunderbird | Défense                    | Station Kóna : station de soin qui redonne de la vie (environ 25 points de vie) ou ranime les agents à proximité (alliés ou ennemis) |
| Nighthaven                                     | Osa         | Attaque                    | Bouclier blindé Talon-8 : bouclier transparent pouvant être transporté par Osa ou déployé au sol et sur les cadres de fenêtres/portes. |
| Garda Síochána                                 | Thorn       | Défense                    | Rasopulseur : mine explosive pouvant s'accrocher à n'importe quelle surface. Peu après avoir détecté un adversaire à proximité, il propulse automatiquement plusieurs lames tranchantes dans toutes les directions. |
| Wolfguard                                      | Sens        | Attaque                    | Projection R.O.U. : Le système de projection R.O.U roule après avoir été lancé par Sens et envoie de petits projecteurs pour créer un écran suivant ses pas. Si les objets physiques peuvent quand même traverser l'écran, il est très adaptable et peut bloquer plusieurs lignes de mire à la fois.                                                                                       |
| Nighthaven                                     | Grim        | Attaque                    | Lanceur de ruches Kawan : Vous l'attendiez et le voilà : le lanceur de ruches Kawan ! Chaque projectile libère une nuée de bots qui tracent la localisation des adversaires qui la traversent. Évitez tout contact avec les yeux. |
| Ghosteyes                                      | Solis       | Défense                    | Capteur électrique SPEC-IO : La vérité éclate au grand jour grâce au capteur électrique SPEC-IO de Solis, un nouveau dispositif de détection de gadgets pour les défenseurs. Avec la possibilité de marquer ou pinger les appareils électroniques de ses adversaires, personne ne pourra se cacher.                                                                                        |
| Comando de Operações Táticas (COT)             | Brava       | Attaque                    | Drone de sabotage Kludge : Permet de prendre le contrôle des dispositifs ennemis. Si le dispositif ne peut pas être contrôlé, il est détruit... |
| Redhammer                                      | Fenrir      | Défense                    | Mine d'effroi F-NATT : Dispositif jetable qui s'accroche aux murs et qui cache la vision d'un adversaire avec de la fumée mauve. Il dispose de 5 mines et peut en activer jusqu'à 3 simultanément. |
| Republic of Korea Army Special Warfare Command | Ram         | Attaque                    | Sapeur automatique BU-GI : Mini-tank déployable qui détruit tout les surfaces et dispositifs cassables sur son chemin. |
| Destacamento de Ações Especiais                | Tubarão     | Défense                    | Capsule d'azote : Dispositif lançable qui créer une zone de glaciation pour ralentir les ennemis, interrompre le déploiement des dispositifs et laisser des empreintes de pas. |

### Modes de jeu

#### Mode solo
Le mode solo se compose de dix situations. Chaque situation que vous réussissez vous donne de la renommée (monnaie du jeu) et de l'expérience, qui permettent d'appréhender le jeu en découvrant les agents et leurs différentes capacités. Le joueur doit accomplir trois objectifs par mission pour la valider entièrement. À noter qu'une 11e situation est débloquée lorsque les 10 premières sont accomplies par le joueur. Cette ultime situation se déroule en multijoueur "Chasse aux Terroristes" sur la carte "Université de Bartlett" et se nomme "Article 5".

#### Mode multijoueur
Le mode multijoueur se décompose en sept types de partie :
- Partie rapide : le premier à gagner trois manches remporte la partie. Les statistiques du joueur sont sauvegardées.
- Partie standard :  le premier à gagner quatre manches (ou cinq manches à partir de 3-3) remporte la partie. Les statistiques sont sauvegardées (ratio victoire/défaite et ratio élimination/mort), les points de MMR restent inchangées.
- Partie classée : le premier à gagner quatre manches (ou cinq manches à partir de 3-3) remporte la partie. Les statistiques sont sauvegardées (ratio victoire/défaite et ratio élimination/mort) et un grade (de cuivre pour les moins bons joueurs aux joueurs champions pour les meilleurs) est donné au joueur selon son niveau (à noter qu'il est réinitialisé au début de chaque saison).
- Match à mort en équipe : la victoire revient à la première équipe qui atteint les 75 éliminations (ou l'équipe ayant le plus d'éliminations à la fin du temps imparti), cette sélection a été créée dans le but de s'entrainer aux éliminations entre joueurs.
- Partie novice : permet au débutants de jouer avec des alliés et ennemis en dessous du niveau 50.
- Partie personnalisée : elle permet, comme son nom l'indique, de personnaliser tous les détails de la partie. Ce mode est principalement utilisé pour les matchs de compétition entre deux équipes.
- Chasse aux terroristes : le mode se joue de 1 (en mode "Loup Solitaire") à 5 joueurs (avec des joueurs aléatoires ou sa propre escouade). Le but de ce mode est d'effectuer l'objectif donné tout en éliminant des terroristes contrôlés par l’intelligence artificielle du jeu. Il est possible de choisir trois niveaux de difficulté dans ce mode (Normal, Difficile, Réaliste).

Il existe plusieurs objectifs de manche :
- Extraction d'otage : l'objectif est d'extraire l'otage du bâtiment vers une zone sécurisée se trouvant à l'extérieur.
- Protection d'otage : l'objectif est d'éliminer les adversaires tentant de garder l'otage en leur possession.
- Sécurisation de zone : l'objectif est d'éliminer les adversaires ou de sécuriser une zone en se trouvant proche d'un conteneur radioactif pendant un certain temps sans qu’aucun adversaire ne soit dans cette même zone. Plus le nombre de joueurs présents dans la zone est important, plus le temps de la sécurisation est rapide.
- Désamorçage de bombe : l'objectif est d'éliminer les adversaires ou de désamorcer l'une des deux bombes présentes sur le site.

Une manche se termine dès que l'objectif est réalisé, la totalité d'une équipe tuée ou à la fin du temps imparti.
Il est important de noter qu'un joueur n'a pas la possibilité d'incarner un terroriste, en effet, lors des parties en multijoueur, ce sont deux équipes d'intervention qui s'affrontent.

### Cartes
À ce jour, le jeu comprend 25 cartes au total.
Les développeurs ont mis en place un pool de cartes permettant que les parties classées ne comportent que certaines cartes. Cette liste restreinte de cartes est mise à jour à chaque sortie de DLC.
| Nom de la carte     | Lieu                                         | Disponibilité               |
| ------------------- | -------------------------------------------- | --------------------------- |
| Maison              | Los Angeles ( États-Unis)                    | Jeu de base                 |
| Oregon              | Redmond ( États-Unis)                        | Jeu de base                 |
| Base d'Hereford     | Herefordshire ( Royaume-Uni)                 | Jeu de base                 |
| Club House          | Kiel ( Allemagne)                            | Jeu de base                 |
| Avion présidentiel  | Aéroport de Londres-Heathrow ( Royaume-Uni)  | Jeu de base                 |
| Consulat            | Consulat français à Abidjan ( Côte d'Ivoire) | Jeu de base                 |
| Banque              | Los Angeles ( États-Unis)                    | Jeu de base                 |
| Canal               | Hambourg ( Allemagne)                        | Jeu de base                 |
| Chalet              | Courchevel ( France)                         | Jeu de base                 |
| Café Dostoyevsky    | Moscou ( Russie)                             | Jeu de base                 |
| Université Bartlett | Cambridge ( États-Unis)                      | Jeu de base                 |
| Yacht               | Baie de Baffin ( Canada, Groenland)          | DLC Opération Black Ice     |
| Frontière           | Irak                                         | DLC Opération Dust Line     |
| Favela              | Rio de Janeiro ( Brésil)                     | DLC Opération Skull Rain    |
| Gratte-Ciel         | Nagoya ( Japon)                              | DLC Opération Red Crow      |
| Littoral            | Ibiza ( Espagne)                             | DLC Opération Velvet Shell  |
| Parc D'attractions  | Kowloon ( Hong Kong)                         | DLC Opération Blood Orchid  |
| Tour                | Séoul ( Corée du Sud)                        | DLC Opération White Noise   |
| Villa               | Toscane ( Italie)                            | DLC Opération Para Bellum   |
| Forteresse          | Atlas (massif) ( Maroc)                      | DLC Opération Wind Bastion  |
| Outback             | Désert australien ( Australie)               | DLC Opération Burnt Horizon |
| Plaines d'Émeraude  | Irlande                                      | DLC Opération Demon Veil    |
| Huis Clos           | Grèce                                        | DLC Opération Vector Glare  |
| Stade Bravo         | Élis ( Grèce)                                | DLC Opération Brutal Swarm  |
| Labo de Nighthaven  | Île tropicale ( Singapour)                   | DLC Opération Solar Raid    |
| Repaire             | Portugal                                     | DLC Opération Deep Freeze   |

## Développement

Ancien logo du jeu.

Le jeu est officiellement annoncé lors de la conférence pré-E3 2013 d'Ubisoft grâce à une bande-annonce qui montre un scénario de sauvetage d'otages. Le jeu est considéré comme le successeur de Tom Clancy's Rainbow Six: Patriots, qui a été annulé par Ubisoft.
Le 12 mars 2015, Ubisoft annonce qu'une alpha fermée est en développement, prévue pour être publiée exclusivement pour Windows. Une bêta fermée du jeu est ensuite disponible pour Windows, PlayStation 4 et Xbox One à partir du 24 septembre 2015, avec un accès garanti à celle-ci pour les personnes ayant pré-commandé le jeu. Ces périodes de test sont réalisées pour tester notamment l'équilibrage du système de jeu,.
Lors de l'E3 2015, Ubisoft publie de nouveaux trailers du jeu montrant certains des éléments et des environnements du jeu. Ubisoft a également annoncé que le mode Terrorist Hunt, un mode multijoueur coopératif introduit dans les précédents jeux de Rainbow Six, est de retour dans ce nouvel opus.
Le jeu est initialement prévu pour le 13 octobre 2015, avant d'être repoussé au 1er décembre 2015 sur PlayStation 4, Xbox One et Windows.

### Contenus téléchargeables et mises à jour[51]
Ubisoft a annoncé durant l'E3 2015 sa volonté d'alimenter et de faire vivre son jeu longtemps. Du contenu supplémentaire est proposé durant la première année, décomposée en quatre saisons ajoutant de nouveaux contenus tels que deux nouveaux opérateurs par saison par exemple. Les contenus supplémentaires qui sont proposés peuvent être obtenus gratuitement grâce aux points de renommée que débloque le joueur en jouant ou en achetant un abonnement annuel.

#### 2016, Année 1
L'année 2016 est ponctuée par l'arrivée de huit agents supplémentaires.
À l'occasion de la sortie du premier DLC Opération Black Ice, le JTF2 (unité d'intervention canadienne), Les opérateurs Buck et Frost et ainsi que la carte "Yacht" se déroulant sur un bateau à proximité du Groenland ont été implantés ainsi que le camouflage "Black ice"
Pour le deuxième DLC Opération Dust Line, les Navy SEALs, les opérateurs Blackbeard et Valkyrie, et la carte "Frontière" ont été implantés. Celle-ci se déroule dans un poste-frontière à la frontière de l'Irak.
Pour le troisième DLC Opération Skull Rain, le BOPE (unité d'intervention brésilienne), les agents Capitao et Caveira et l'environnement "Favela" ont été implantés. "Favela" se passe dans une favela brésilienne, beaucoup de murs et de cloisons donnant sur l'extérieur sont destructibles, ce qui rend cette carte unique.
Pour le quatrième DLC Opération Red Crow, la SAT (unité d'intervention japonaise), les agents Hibana et Echo et la carte "Gratte-ciel" ont été implantés. "Gratte-Ciel" se déroule dans un restaurant japonais au design traditionnel au sommet d'une tour. La carte mise sur la verticalité et apporte un bon rapport entre les murs destructibles/indestructibles ainsi que l'ajout de la carte "Université de Bartlett" en mi-saison déjà disponible en situation.

#### 2017, Année 2
Ubisoft a ensuite confirmé une deuxième année de contenu qui fonctionne sur le modèle de l'année précédente avec un nouveau Season Pass. Les pays annoncés par Ubisoft sont l'Espagne, Hong Kong, la Pologne (remplacée par Opération Health) et la Corée du Sud.
Pour le premier DLC de la deuxième année, nommé Opération Velvet Shell, la GEO (unité d'intervention espagnole), la carte "Littoral" et les agents "Jackal" et "Mira" ont été implantés. Cette carte se déroule sur les côtes d’Ibiza dans un bar nommée "Perla Blanca".
Durant le mois de mai 2017, Ubisoft annonce l'annulation du deuxième DLC prévu, comportant initialement 2 agents du GROM (force spéciale polonaise), ainsi qu'une nouvelle carte. Cette annulation de saison sera remplacée par Opération Health. Durant cette saison particulière, Ubisoft répond aux critiques de la communauté sur le point de vue technique du jeu. Serveurs médiocres, nombreux bugs et déploiements de patchs assez chaotique. Opération Health aura pour but de régler ces problèmes. Cependant, Ubisoft rajoutera un agent du GROM par saison restante pour cette année 2 et ainsi laisser tout de même un héritage de cette saison polonaise qui n'aura jamais vu le jour.
Pour le troisième DLC de la deuxième année, nommé Opération Blood Orchid, un agent du GROM (Ela), deux agents du SDU (unité d'intervention hongkongaise), les opérateurs Ying et Lesion ainsi que la carte "Parc d’attractions" ont été implantés. Cette carte met les joueurs dans un parc d’attractions abandonné nommée Rainbow Fun Land qui se situe sur les côtes de Hong Kong.
Pour le quatrième DLC de la deuxième année, nommé Opération White Noise, un agent du GROM (Zofia), deux agents du 707th SMB (unité d'intervention sud-coréenne), les opérateurs Dokkaebi et Vigil et la carte "Tour d’observation" ont été implantés. Cette dernière se déroule dans une tour d’observation nommée Mok Myeok Tower située à Séoul en Corée du Sud. Ubisoft se serait inspiré du design extérieur de la N Seoul Tower[réf. nécessaire].

#### 2018, Année 3
Ubisoft a ensuite de nouveau annoncé pour 2018 une troisième année de contenu qui fonctionne comme les deux premières années. Les pays choisis pour cette année sont la France et la Russie pour la saison 1, l'Italie pour la saison 2, le Royaume-Uni et les États-Unis pour la saison 3 ainsi que le Maroc pour la saison 4.
Pour le premier DLC, nommé Opération Chimera, un agent du Spetsnaz (unité d'intervention russe représentée par Finka), un agent du GIGN (unité d'intervention française représentée par Lion). Pour Opération Chimera, il n'y a pas de défenseurs contrairement aux autres DLC provoqué par le nouveau mode disponible 28 jours, Outbreak. Les nouveaux agents forment une nouvelle unité d'intervention NRBC (unité d'intervention franco-russe dédié aux menaces nucléaires, biologiques, radiologiques et chimiques). Pour ce DLC aucune carte multijoueur n'a été ajoutée. Cependant, trois l'ont été pour le mode Outbreak.
Pour le deuxième DLC, nommé Opération Para Bellum, deux agents du G.I.S italiens, les opérateurs Alibi et Maestro, la carte "Villa" qui, selon Ubisoft, est la carte la plus compétitive jamais créée, fut ajoutée au jeu et la carte "Club House" fut quant à elle fortement modifiée pour la rendre « plus compétitive ». Pour Opération Para Bellum, il n'y a pas d'attaquants pour équilibrer le nombre d'opérateurs défenseurs/attaquants.
Pour le troisième DLC, nommé Opération Grim Sky, un agent du TGS britannique et un agent américain de l'Unité (de la Delta Force) sont implantés dans le jeu. La carte "Base d'Hereford" a quant à elle subit une profonde transformation dans son organisation. La carte a été agrandie dans son ensemble et elle est également la première carte du jeu où la pluie est présente. Selon Ubisoft, cette carte fut à l'origine la première à avoir été conçu au moment du développement de Tom Clancy's Rainbow Six: Siege et sa refonte n'aurait pas été possible sans les nombreux retours de la communauté du jeu. Une amélioration de la carte "Consulat" a également été réalisé. Certaines textures ont été retravaillé, et un quatrième site de bombe fait son apparition dans la carte. L'authentification à 2 facteurs deviendra obligatoire pour les parties en classée. Elle sera mise en place au cours de la saison.
Pour le quatrième DLC nommé Wind Bastion, le GIGR marocain, la carte "Forteresse", les agents "Kaïd" et "Nomad" et de nouveaux packs élite sont implémentés. Un pack de textures 4K est aussi disponible au téléchargement pour une meilleure immersion de jeu.

#### 2019, Année 4
L'éditeur a de nouveau annoncé pour 2019 une quatrième année de contenu qui fonctionne comme les années précédentes. Les pays choisis pour cette année sont l'Australie pour la saison 1, les États-Unis et le Danemark pour la saison 2, le Perou et le Mexique pour la saison 3 ainsi que le Kenya et l'Inde pour la saison 4.
Pour le premier DLC de la quatrième année, nommé "Opération Burnt Horizon", le SASR australien, la carte "Outback" et les agents Gridlock et Mozzie ont été ajoutés. Cette carte prend place au sein du désert australien dans un motel.
Pour le deuxième DLC de la quatrième année nommé "Opération Phantom Sight", un membre du Jaegerkorpset danois et un membre des Secrets Services américains, une refonte de la map Café Dostoyevski et les agents Nøkk et Warden ont été implémentés.
Pour le troisième DLC de la quatrième année nommé "Opération Ember Rise", un membre du FES et un membre des Forces Spéciales péruviennes, une refonte de la carte Canal et les agents Goyo  et Amaru ont été implémentés.
Pour le quatrième et dernier DLC de cette quatrième année nommé " Shifting Tides ", deux membres de NightHaven, Kali et Wamai ainsi que la refonte de la carte Theme Park sont implémentés.

#### 2020, Année 5
Pour 2020, l'éditeur a annoncé lors du Six Invitational 2020, à Montréal, une cinquième année fonctionnant comme les précédentes. Les pays choisis pour cette année 5 sont : les Pays-Bas et la Jordanie pour la saison 1, la Norvège et l'Afrique du Sud pour la saison 2, la Thaïlande pour la saison 3 et pour la saison 4 le Japon.
Pour le premier DLC de la cinquième année, nommé Opération Void Edge, une membre du REU, Iana, et le jordanien Oryx sont implémentés. Il y a également la refonte de la carte Oregon.
Pour le second DLC de la cinquième année, nommé Opération Steel Wave, un membre de Nighthaven, Ace et une membre de la Task Force Inkaba chargé de la lutte contre le braconnage sont implémentés. Il y a également la refonte de la carte Maison.
Pour le troisième DLC de la cinquième année, nommé Opération Shadow Legacy, un ex-membre des Navy SEALs et du programme Echellon 3 et 4 de la NSA se joint à l'équipe Rainbow, il s'agit de Sam Fisher sous le pseudonyme de Zéro. Il fait partie du Rainbow Operational Staff (R.O.S). Il y a aussi la refonte de la carte Chalet, la refonte de Tachanka fait aussi son apparition.
Pour le quatrième et dernier DLC de cette année 5, l'opération Opération Néon Dawn l'agent Aruni débarque sur Rainbow Six siège en même temps que la refonte de la carte Gratte-ciel .

#### 2021, Année 6
Pour 2021, Ubisoft a annoncé une sixième année fonctionnant comme les précédentes. Les pays choisis pour cette année 6 sont : l'Argentine pour la saison 1, Nakoda pour la saison 2 , la Croatie saison 3  et l'Irlande pour la saison 4.
Pour ouvrir le bal, c'est l'opérateur argentin nommé Flores qui débarquera avec le premier DLC : l'opération Crimson Heist avec la refonte de la carte Frontière.
Pour le second DLC de la sixième année, nommé Opération North Star, un membre de la tribu des Nakodas est implémenté il s'agit de Thunderbird il y a également une refonte de la carte Favela.
Pour le troisième DLC de la sixième année, nommé Opération Crystal Guard, un membre de Nighthaven, Osa est implémenté. Il y a également la refonte de la carte Clubhouse.
Pour le quatrième et dernier DLC de la sixième année, nommé Opération High Caliber , un membre de la Garda Soichana irlandaise se joint à l'équipe Rainbow, il s'agit de Thorn. Il y a aussi la refonte de la carte Outback.

#### 2022, Année 7
Comme pour les années précédentes, Ubisoft nous présente 4 opérations pour l'année 2022. Pour cette septième année se seront le Japon, la Belgique, Singapour et la Colombie qui seront mis à l'honneur.
La première saison, intitulée Opération Demon Veil, nous fait découvrir Azami. L'agent japonais est accompagné de la sélection "Match à mort en équipe" ainsi qu'une nouvelle carte, qui n'était initialement pas prévue cette saison, dénommée Plaines d'Émeraude.
En ce qui concerne la deuxième saison nommée Opération Vector Glare, c'est l'agent belge Sens qui fait son apparition. Avec lui une nouvelle carte exclusive au Match à mort en équipe est ajoutée: Huis Clos.
La troisième saison baptisée Opération Brutal Swarm introduit l'agent Grim qui nous vient de Singapour, de même qu'elle introduit la carte Stade Bravo et les grenades IEM à percussion.
La dernière saison de cette année 2022 nous fait voyager en Colombie avec l'agent Solis, l'Opération Solar Raid ajoute aussi la carte Labo de Nighthaven ainsi que le cross-play, permettant aux joueurs PlayStation et Xbox de jouer ensemble à toutes les sélections.

#### 2023, Année 8
Ubisoft a de nouveau renouvelé son jeu, en proposant comme à son habitude quatre nouvelles saisons pour 2023. Cette huitième année nous montrera les pays suivants: le Brésil, la Suède, la Corée du Sud et le Portugal.
La première saison nous introduit l'agent brésilien Brava, lors de cette saison appelée Opération Commanding Force, Ubisoft implante aussi un système de pénalité pour les claviers/souris sur console, visant à rendre le jeu plus équitable, ainsi qu'un nouveau système de rechargement plus immersif.
2025, Année 10
Le célèbre jeu fête son dixième anniversaire.
Par cette date, Ubisoft annonce la sortie de "Rainbow Six Siege X" lors d'une conférence en date du 16 février 2025. L'éditeur publie une bande-annonce d'une durée de quelques minutes mettant en exergue une refonte profonde du jeu aux fins d'y moderniser les graphismes actuels, avec de nouvelles mécaniques.

## Esport
Rainbow Six: Siege est un jeu très axé sur le Esport. Chaque année est divisée en plusieurs saisons. Le monde est divisé en quatre régions : Europe, Asie-Pacifique, Amérique Latine et Amérique du Nord.
Diverses compétitions plus ou moins importantes sont organisées toute l'année (compétitions nationales et internationales) comme le Six Major qui se déroule pour l'édition  2019 au Japon, États-Unis, France et Brésil et le Six Invitational 2020 à Montréal.[réf. souhaitée]
Le 19 mai 2020, la grand league ESL décide de quitter l'aventure Rainbow Six Siege.
Le 20 mai 2020, Ubisoft annonce les nouvelles ligues avec des formats différents qui seront réparties en 4 région, l'Amérique du Nord, l'Amérique Latine, l'Europe et l'Asie Pacifique. Ces dernières seront sur la plateforme Faceit.
Le 11 septembre 2020 Ubisoft annonce l'ouverture du Rainbow Six Siege World Cup.

## Accueil

### Critiques
Ce jeu a reçu une bonne critique de la part des joueurs comme des sites de jeux vidéo. Bien qu'ils relèvent tous que le jeu présente des bugs récurrents, ils s'accordent tous à dire que Tom Clancy's Rainbow Six: Siege est un jeu au gameplay innovant, optimisé pour le multijoueur, la coopération, et la simulation et ayant un grand avenir au sein de l'esport.
En 2018, soit environ 3 ans après la sortie officielle du jeu, Gamekult a décidé d'y consacrer un article sur Tom Clancy's Rainbow Six: Siege dans leur série "On refait le patch". Ceci en vue d'une nouvelle critique sur le jeu et de constater sa progression depuis leur dernier article. Ils ont reconnu que :
« Rainbow Six Siege reste indéniablement l'un des meilleurs FPS compétitifs sortis ces dernières années. [...] L'état du jeu s'est considérablement amélioré depuis sa sortie [...]. »
Leur rédaction a également mentionné qu'Ubisoft a réussi à imposer « un suivi exemplaire au fil des mois » sur Tom Clancy's Rainbow Six: Siege.

### Ventes
En septembre 2017, malgré un démarrage plutôt faible, le jeu était un véritable succès avec plus de 20 millions de joueurs inscrits.
Le 13 juin 2018, Ubisoft annonce que Tom Clancy's Rainbow Six: Siege a dépassé les 35 millions de joueurs inscrits, toutes plateformes confondues.
En février 2019, le jeu aurait cette fois-ci réuni plus de 45 millions de joueurs.
En septembre 2019, Rainbow Six Siège dépasse les 50 millions de joueurs.
En juillet 2020, Ubisoft annonce que le jeu dépasse le cap des 60 millions de joueurs.
Dans un communiqué d'octobre 2020, Ubisoft annonce que plus de 65 millions de comptes ont été créés. De plus, depuis son lancement en 2015 le jeu a rapporté plus de 2,5 milliards de dollars.
En février 2022, Ubisoft mentionne que le jeu a dépassé le cap des 80 millions de joueurs,,.

### Récompenses
| Année | Récompense                                            | Catégorie                          | Résultat   | Ref     |
| ----- | ----------------------------------------------------- | ---------------------------------- | ---------- | ------- |
| 2014  | Game Critics Awards                                   | Best of Show                       | Nomination | ,       |
| 2014  | Game Critics Awards                                   | Best PC Game                       | Lauréat    | ,       |
| 2014  | Game Critics Awards                                   | Best Action Game                   | Nomination | ,       |
| 2014  | Game Critics Awards                                   | Best Online Multiplayer Game       | Nomination | ,       |
| 2015  | Game Critics Awards                                   | Best PC Game                       | Nomination | [ 100 ] |
| 2015  | Game Critics Awards                                   | Best Action Game                   | Nomination | [ 100 ] |
| 2015  | Game Critics Awards                                   | Best Online Multiplayer Game       | Nomination | [ 100 ] |
| 2015  | Gamescom 2015                                         | Best Online Multiplayer Game       | Nomination | [ 101 ] |
| 2016  | Golden Joystick Awards 2016                           | Best Multiplayer Game              | Nomination | [ 102 ] |
| 2016  | The Game Awards 2016                                  | Best Multiplayer Game              | Nomination | [ 103 ] |
| 2017  | Golden Joystick Awards 2017                           | Esports Game of the Year           | Nomination | [ 104 ] |
| 2017  | The Game Awards 2017                                  | Best Ongoing Game                  | Nomination | [ 105 ] |
| 2018  | Italian Video Game Awards 2018                        | Radio 105 eSports Game of the Year | Lauréat    | [ 106 ] |
| 2018  | 14th British Academy Games Awards                     | Evolving Game                      | Nomination | ,       |
| 2018  | Game Critics Awards                                   | Best Ongoing Game                  | Nomination | ,       |
| 2018  | Golden Joystick Awards 2018                           | Still Playing Award                | Nomination | ,       |
| 2018  | Golden Joystick Awards 2018                           | Esports Game of the Year           | Nomination | ,       |
| 2018  | The Game Awards 2018                                  | Best Ongoing Game                  | Nomination | ,       |
| 2018  | Gamers' Choice Awards                                 | Fan Favorite Shooter Game          | Nomination | [ 115 ] |
| 2018  | Australian Games Awards                               | Esports Title of the Year          | Lauréat    | [ 116 ] |
| 2019  | National Academy of Video Game Trade Reviewers Awards | Game, Esports                      | Nomination | [ 117 ] |
| 2019  | 15th British Academy Games Awards                     | Evolving Game                      | Nomination | [ 118 ] |
| 2019  | Italian Video Game Awards 2019                        | Best Evolving Game                 | Nomination | [ 119 ] |
| 2019  | Italian Video Game Awards 2019                        | eSports Game of the Year           | Nomination | [ 119 ] |
| 2019  | Golden Joystick Awards 2019                           | Still Playing Award                | Nomination | [ 120 ] |
| 2019  | Golden Joystick Awards 2019                           | Esports Game of the Year           | Nomination | [ 120 ] |
| 2019  | The Game Awards 2019                                  | Best Ongoing Game                  | Nomination | [ 121 ] |
| 2019  | The Game Awards 2019                                  | Best Community Support             | Nomination | [ 121 ] |
| 2020  | Famitsu Dengeki Game Awards 2019                      | Best eSports Game                  | Nomination | [ 122 ] |

### Controverses
Le 2 novembre 2018, Ubisoft Montréal a annoncé qu'il allait apporter des « changements esthétiques » à Rainbow Six Siege dans le but de supprimer les références à la mort, au sexe et aux jeux d'argent afin de se conformer aux réglementations des pays asiatiques. Cependant, l'annonce a suscité l'opposition de la communauté des joueurs qui pensaient que les changements allaient être apportés lors de la sortie du jeu en Chine. Ils ont analysé ces changements comme de la censure. Sous les pressions de la communauté, Ubisoft Montréal annonce le 21 novembre qu'elle annule ces changements : « Nous avons suivi de près la polémique avec notre communauté au cours des deux dernières semaines, parallèlement à des discussions régulières avec notre équipe interne d'Ubisoft, et nous voulons nous assurer que l'expérience de tous nos joueurs, en particulier ceux qui ont été avec nous depuis le début, reste aussi fidèle que possible à l'intention artistique originale. »
Ubisoft a déposé plainte contre les développeurs chinois Ejoy ainsi que contre Apple et Google en mai 2020, sur la base du jeu mobile d'Ejoy Area F2, qui, selon Ubisoft, était une copie de Rainbow Six Siège. Ubisoft a déclaré que « pratiquement tous les aspects de Area F2 sont copiés de leur jeu, de l'écran de sélection de l'opérateur à l'écran de score final et tout le reste ». Ubisoft a affirmé avoir tenté de faire retirer le jeu de l'AppleStore et du GooglePlay. Cependant, Google et Apple n'ont pas supprimé le jeu. Comme Area F2 est un jeu gratuit avec des microtransactions, les deux entreprises bénéficiaient financièrement de la violation du droit d'auteur et étaient donc incluses dans le procès. Quelques jours après la plainte, Area F2 est arrêté et retiré des plateformes mobiles.

## Doublage
Du plus ancien au plus récent,

### À la sortie
- Six : Angela Basset (VF : Maïk Darah)
- Harry (nouveau Six) : Andy McQueen
- QG : Julian Bailey
- Terroriste : Patrick Mölleken
- Annonceur : Sam Jamous

- Spetsnaz
  - Kapkan : Victor Bevine (VF : Emmanuel Gradi)
  - Glaz : Michael Aranov (VF : Julien Chatelet)
  - Fuze : Gabriel Furman (VF : Jean-Marco Montalto)
  - Tachanka : (ancienne voix : Anatoly Zinoviev) nouvelle voix : Vlad Stokanic (VF : Frédéric Souterelle)
  - Recrue Spetsnaz : Stan Deminoff (Vf : Geoffrey Vigier)

- GIGN
  - Twitch : Brigitte Bourdeau (VF : Stéphanie Lafforgue)
  - Doc : Alex Ivanovici (VF : Georges Caudron)
  - Rook : Marc-André Brunet (VF : Bruno Méyère)
  - Montagne : Louis-Philippe Dandenault (VF : Loïc Houdré)
  - Recrue GIGN : Michael S King (VF : Jonathan Amram)

- SWAT :
  - Ash : Patricia Surmmersett (VF : Laëtitia Lefebvre)
  - Thermite : Carlo Mestroni (VF : Jean-François Aupied)
  - Castle : Luke Forbes (VF :  Pierre Tessier)
  - Pulse : Eric T. Miller (VF : Mark Lesser)
  - Recrue SWAT : Brian Cade (VF : Damien Hartmann)

- SAS
  - Mute : Garry Milner (VF :Brice Ournac)
  - Sledge : Ryan Nicolls (VF: Jérémie Covillault)
  - Thatcher: Jamie Muffett (VF: Antoine Tomé)
  - Smoke : Martin Sims (VF : Jean-Philippe Pertuit)
  - Recrue SAS : Stuart Williams (VF : Nathanaël Alimi)

- GSG 9
  - Jäger : Michael Sinterniklaas (VF : Arnaud Léonard)
  - Bandit : Carl Bishop (VF: Yann Pichon)
  - Blitz : Christopher J. Doming (VF : Mathias Kozlowski)
  - IQ : Sandra Kawlowski (VF : Julia Boutteville)
  - Recrue GSG9 : Ben Thys (VF : Fabien Briche)

### Année 1
- JTF-2 
  - Buck : Lucien Bergeron (VF : Lui-même)
  - Frost : Julie Tamiko (VF : Géraldine Asselin)

- Navy Seals
  - Blackbeard : Christian Jadah (VF : Bertrand Nadler)
  - Valkyrie : Christine Lakin (VF : Véronique Desmadryl)

- BOPE
  - Caveira : Renata Eastlick (VF : Annie Milon)
  - Capitão : Jonathan Davis (VF : Patrick Borg)

- SAT
  - Hibana : Jamie Choi (2016-2019)/Laura Miyata (VF: Sandra Parra)
  - Echo : Shuhei Kinoshita (VF : Anatole de Bodinat)

### Année 2
- GEO
  - Jackal : Jose Antonio Melian (VF : Jean-Alain Velardo)
  - Mira : Sonia de Los Santos/ Christine Solomon (VF : Hélène Bizot)

- SDU
  - Lesion : Albert Chung (VF : Thierry Gondet)
  - Ying : Jenny Raven (VF : Geneviève Doang)

- GROM
  - Ela : Monica Nowak (VF : Camille Lamache)
  - Zofia : Carolania Bartczak (VF : Charlotte Correa)

- 707th SMB
  - Vigil : Anthony Shim (VF : Eric Aubrahn)
  - Dokkaebi : Christine Lee (VF : Elsa Davoine)

### Année 3
- NRBC
  - Finka : Becky Grimman (VF : Laëtitia Coryn)
  - Lion : Shawn Baichoo (VF : Benjamin Egner)

- GIS 
  - Maestro : Phil Luzi (VF : Lionel Tua)
  - Alibi : Tara Nicodemo (VF : Anny- Claude Navarro)

- TGS
  - Clash : Sophia Walker(VF : Cassandre Vittu de Kerraoul)

- Delta Force
  - Maverick : Alden Adair (VF : Franck Lorrain)

- GIGR
  - Kaid : Ethan Herschenfeld  (VF : Patrick Raynal)
  - Nomad : Rasha Zamamiri (VF : Laëtitia Laburthe-Tolra)

### Année 4
- SASR
  - Mozzie : Martin Copping (VF : Loïc Guingand)
  - Gridlock : Rhona Rees (VF : Kahina Tagherset)

- Jægerkorpset
  - Nokk : Julie Linn Mortensen

- Secret Service 
  - Warden : Mark Deklin

- FES
  - Goyo : Victor Turgeon-Trelles

- APCA
  - Amaru : Presciliana Esparolini
- Nighthaven
- Kali : Yasmine Aker
- Wamai : Ike Amadi (VF : Sourou Ouadodji)

### Année 5
- REA :

- Iana : Clare McConnell

- Indépendant :
  - Oryx : Jean-Batiste Blanc (VF: lui-même)
- Nighthaven :
  - Ace : Kyle Gatehouse
- Task Force Inkaba :
  - Melusi : Sibongile Mlambo
- ROS :
  - Zero : Jeff Teravainen (VF: Eric Peter)
- Nighthaven :

- Aruni :  Apha Tawanroong

### Année 6
- Indépendant :
  - Flores : Jason Canela
- Nighthaven :
  - Thunderbird : Sera-Lys McArthur
  - Osa : Nicole Maines
- Garda Soichana :
  - Thorn : Lynn Rafferty